# 佐久スキーガーデンパラダ

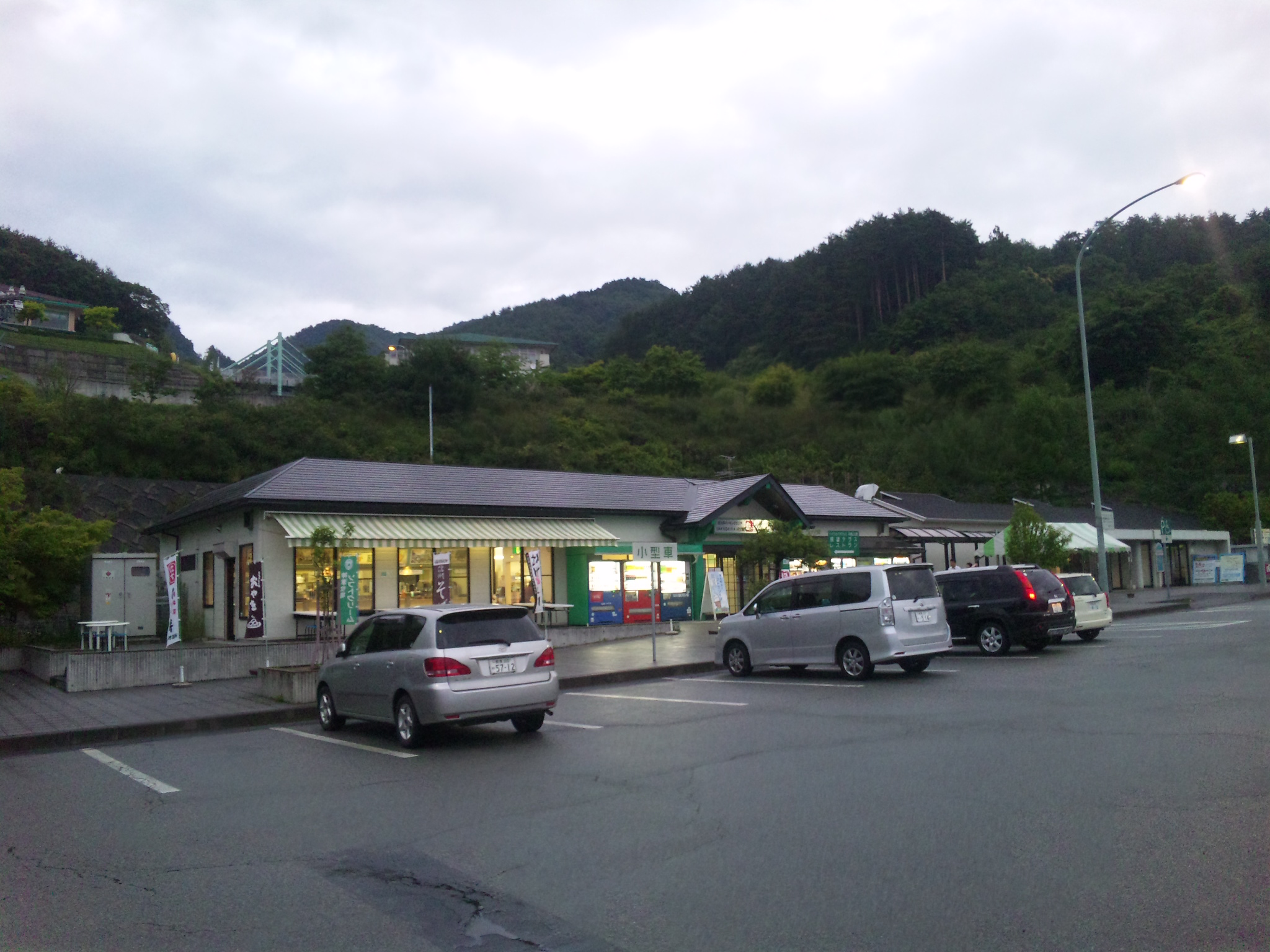
佐久平パーキングからみた平尾山

佐久スキーガーデンパラダ（さくスキーガーデンパラダ）は、長野県佐久市上信越自動車道沿いにあるスキー場。
1993年3月に上信越自動車道が佐久ICまで開通し、その翌年1994年に佐久平PA（スマートインターチェンジ）から直結した全国唯一のハイウェイゲレンデとして開業した。

## 概要
ゲレンデは佐久平PA上り線側と直結しており、パーキングエリアからジャンボエスカレーターにてゲレンデまで行くことができる。エリアは大きく2つに分かれ、パーキングエリア側が南パラダといい、頂上の反対側に北パラダというエリアがある。両ゲレンデは山頂で連絡しているほか、南北間の無料シャトルバスがある。
両ゾーン合わせて7基のリフトが設置され、7本のコースが設定されている。そのうち北パラダ側がコース5本とメインのゲレンデとなる。コース名は音楽にちなんだ名前が付けられている。
元々佐久周辺は雪はあまり降らないが、佐久地方の低温を生かした人工雪でゲレンデ整備を行なっている。また晴天率は90%とトップクラスをほこる。しかし南斜面の南パラダは写真のとおり、トップシーズンでも雪は少ない。
北パラダ側からは正面に浅間山の勇姿がみられ、南パラダ側からは、八ヶ岳、茂来山、北アルプスが眺められる。

## コース
北パラダ
- ラルゴ
- レガート
- アレグロ
- デュエット
- カンタンテ
  - 上部
  - 下部

南パラダ
- ビバーチェ
- 雪の広場
  - 標高：780m - 1,050m（標高差 270m）
  - 最大滑走距離：約1km
  - 最大斜度：28°

## リフト
北パラダ
- 浅間第1ペア(454m)
- 浅間第2ペア(685m)
- 浅間第3ペア(685m)
- 浅間第4ペア(601m)
- 浅間第5ペア(646m)

南パラダ
- 八ヶ岳第6ペア(575m)
- 八ヶ岳第7ペア(448m、廃止)
- 八ヶ岳第8ペア(447m)

## グリーンシーズン
グリーンシーズンは、まるごと“自然体験フィールド”としてサマーリフトやスーパースライダー、バンジートランポリンのアトラクションに加え、昆虫をメインとした施設が充実している。高さ14mの巨大な“カブトムシドーム”は2005年7月にオープン。7月中旬から8月末にかけては、最大で1000匹近くのカブトムシがこのドームの中を飛び交う姿を観察できる。2006年6月にオープンした“昆虫体験学習館”は、開館1年を待たずに3万人の入館者を記録。年間に数回開催される特別展では、昆虫を様々な角度から分析し、昆虫の意外な一面を気づかせてくれる。また、生きたヘラクレスオオカブトやニジイロクワガタなどに触れることのできるコーナーも人気である。

## 運営
運営は佐久市の他、スノーマシン製造の樫山工業、佐久市、社団法人佐久市振興公社、佐久浅間農業協同組合（JA佐久浅間）、八十二銀行の出資する第三セクター佐久平尾山開発株式会社が運営してきたが、2005年に長野県中小企業再生支援協議会の仲介による経営改善計画により、メインの北パラダは樫山工業の運営となった。2008年に指定管理者制度の適用施設となり、佐久平尾山開発株式会社が指定管理者となっている。
スキー場営業は2018年(平成30年)4月からクロスプロジェクトグループにより設立された株式会社平尾山観光が行っている模様である。

## アクセス
- 上信越自動車道：佐久平PA、佐久平スマートICに直結
- 東日本旅客鉄道：北陸新幹線、小海線佐久平駅（無料シャトルバス）
- しなの鉄道：しなの鉄道線御代田駅